# Erika von Thellmann
Erika von Thellmann (Levoča, 31 agosto 1902 – Calw, 27 ottobre 1988) è stata un'attrice austriaca.

## Biografia
Nata in Slovacchia a Levoča, allora città dell'Impero asburgico, era figlia di un ufficiale di origini nobili. Crebbe a Ragusa, in Croazia, che lasciò con l'inizio della prima guerra mondiale, trasferendosi in Germania e studiando a Stoccarda, nel cui Landestheater debuttò nel 1919, proseguendo la carriera di soubrette nel Deutsche Theater di Berlino, e successivamente si esibì in spettacoli di cabaret che nel 1928 la portarono anche a New York.
Erika von Thellmann debuttò al cinema nel 1923, ma la sua carriera cinematografica ebbe un notevole sviluppo solo a partire dal 1935, prendendo parte a un centinaio di film prodotti in Germania. Recitò generalmente ruoli secondari in commedie leggere fino agli anni sessanta, quando fu attiva anche in televisione e senza mai abbandonare il teatro.
Nel 1929 Erika von Thellmann sposò il tenore italo-croato Tino Pattiera (1890–1966) e, dopo il divorzio nel 1935, il medico Helmut Roemer (1900–1989).

## Filmografia parziale

### Cinema
- Der steinerne Reiter, regia di Fritz Wendhausen (1923)
- Das goldene Haar, regia di Bruno Eichgrün (1923)
- Die törichte Jungfrau, regia di Richard Schneider-Edenkoben (1935)
- Ehestreik, regia di Georg Jacoby (1935)
- Der grüne Domino, regia di Herbert Selpin (1935)
- Il paese delle balie (Der Ammenkönig), regia di Hans Steinhoff (1935)
- Weiberregiment, regia di Karl Ritter (1936)
- Pensionato di ragazze (Mädchenpensionat), regia di Géza von Bolváry (1936)
- Die un-erhörte Frau, regia di Nunzio Malasomma (1936)
- Susanne im Bade, regia di Jürgen von Alten (1936)
- Der Unwiderstehliche, regia di Géza von Bolváry (1937)
- A Noszty fiú esete Tóth Marival, regia di Steve Sekely (1938)
- Rätsel um Beate, regia di Johannes Meyer (1938)
- L'ussaro (Ihr Leibhusar), regia di Hubert Marischka (1938)
- Il piccolo e grande amore (Die kleine und die große Liebe), regia di Josef von Báky (1938)
- Fortsetzung folgt, regia di Paul Martin (1938)
- Der Fall Deruga, regia di Fritz Peter Buch (1938)
- Geld fällt vom Himmel, regia di Heinz Helbig (1938)
- Lettere d'amore dall'Engadina (Liebesbriefe aus dem Engadin), regia di Werner Klingler e Luis Trenker (1938)
- Amore all'americana (Verliebtes Abenteuer), regia di Hans H. Zerlett (1938)
- Spiel im Sommerwind, regia di Roger von Norman (1939)
- Sommer, Sonne, Erika, regia di Rolf Hansen (1939)
- Ballo all'opera (Opernball), regia di Géza von Bolváry (1939) - (non accreditata)
- La donna dei miei sogni (Frau nach Maß), regia di Helmut Käutner (1940)
- Il sogno di carnevale (Bal paré), regia di Karl Ritter (1940)
- Meine Tochter tut das nicht, regia di Hans H. Zerlett (1940)
- L'amore imperfetto (Die unvollkommene Liebe), regia di Erich Waschneck (1940)
- Baruffe d'amore (Rosen in Tirol), regia di Géza von Bolváry (1940)
- Herzensfreud - Herzensleid, regia di Hubert Marischka (1940)
- Carl Peters, regia di Herbert Selpin (1941)
- Aufruhr im Damenstift, regia di Friedrich Dammann (1941)
- Frauen sind doch bessere Diplomaten, regia di Georg Jacoby (1941)
- Die Nacht in Venedig, regia di Paul Verhoeven (1942)
- Die heimlichen Bräute, regia di Johannes Meyer (1942)
- Crepuscolo di gloria (Rembrandt), regia di Hans Steinhoff (1942)
- Weh dem, der liebt!, regia di Sándor Szlatinay (come Alexander von Slatinay) (1951)
- Die spanische Fliege, regia di Carl Boese (1955)
- Il bravo soldato Schwejk (	Der Brave Soldat Schwejk), regia di Axel von Ambesser (1960)
- Orizzontale di lusso (Moral 63), regia di Rolf Thiele (1963)
- La capanna dello zio Tom (Onkel Toms Hütte), regia di Géza von Radványi (1965)
- Willi wird das Kind schon schaukeln, regia di Werner Jacobs (1972)